# 扎格列布利亞 (奧爾日齊亞區)
扎赫雷布利亞（烏克蘭語：Загребля），是烏克蘭中部波爾塔瓦州盧布尼區的村落，處於蘇拉河畔，距離舊穆西伊夫卡3公里，面積0.365平方公里，海拔高度86米，2001年人口32人。